# Nyakabozi
Nyakabozi är ett periodiskt vattendrag i Burundi.   Det ligger i provinsen Rutana, i den centrala delen av landet, 90 km sydost om huvudstaden Bujumbura.
Omgivningarna runt Nyakabozi är huvudsakligen savann. Runt Nyakabozi är det ganska tätbefolkat, med 239 invånare per kvadratkilometer.